# Genrich Leer

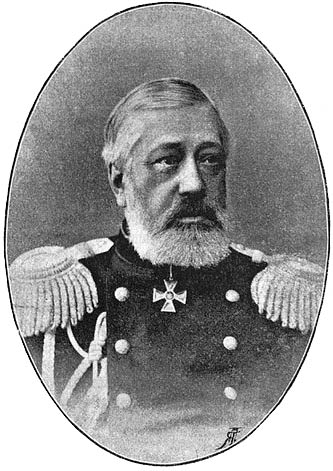
Genrich Leer.

Genrich Antonovitj Leer (ryska: Генрих Антонович Леер), född 4 april 1829 i Nizjnij Novgorod, död 16 april 1904 i Sankt Petersburg, var en rysk officer och militärförfattare.
Leer blev 1851 officer, genomgick 1852–54 generalstabsakademien, förflyttades därefter till generalstaben, där han 1856 blev kapten, verkade länge som lärare vid ovannämnda akademi, blev 1870 generalmajor, 1882 generallöjtnant samt slutligen general av infanteriet och chef för generalstabsakademien.
Leer utgav flera omfattande arbeten i befästningskonst, taktik och strategi, en militärencyklopedi och en översikt av Rysslands krig (båda i flera delar) är hans förnämsta verk. Han ansågs vara mycket kunnig, men var ytterligt teoretisk. Han var sedan 1876 ledamot av svenska Krigsvetenskapsakademien.